# Distictus tibialis
Distictus tibialis là một loài tò vò trong họ Ichneumonidae.